# St. Lambertus (Haffen)

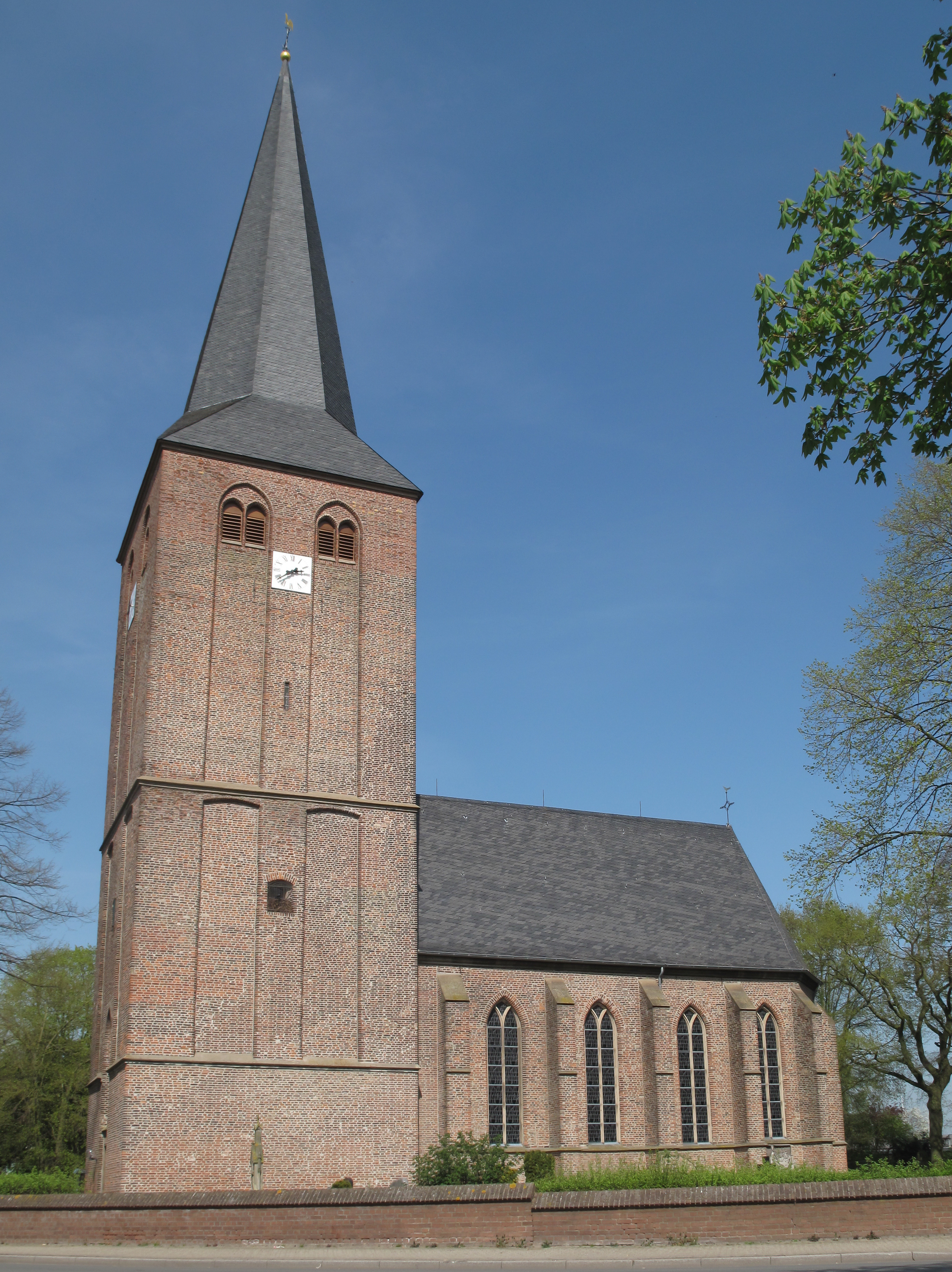
Pfarrkirche St. Lambertus in Haffen

Die katholische Pfarrkirche St. Lambertus ist ein denkmalgeschütztes Kirchengebäude in der Deichstraße in Haffen, einem Stadtteil von Rees im Kreis Kleve (Nordrhein-Westfalen).

## Geschichte und Architektur

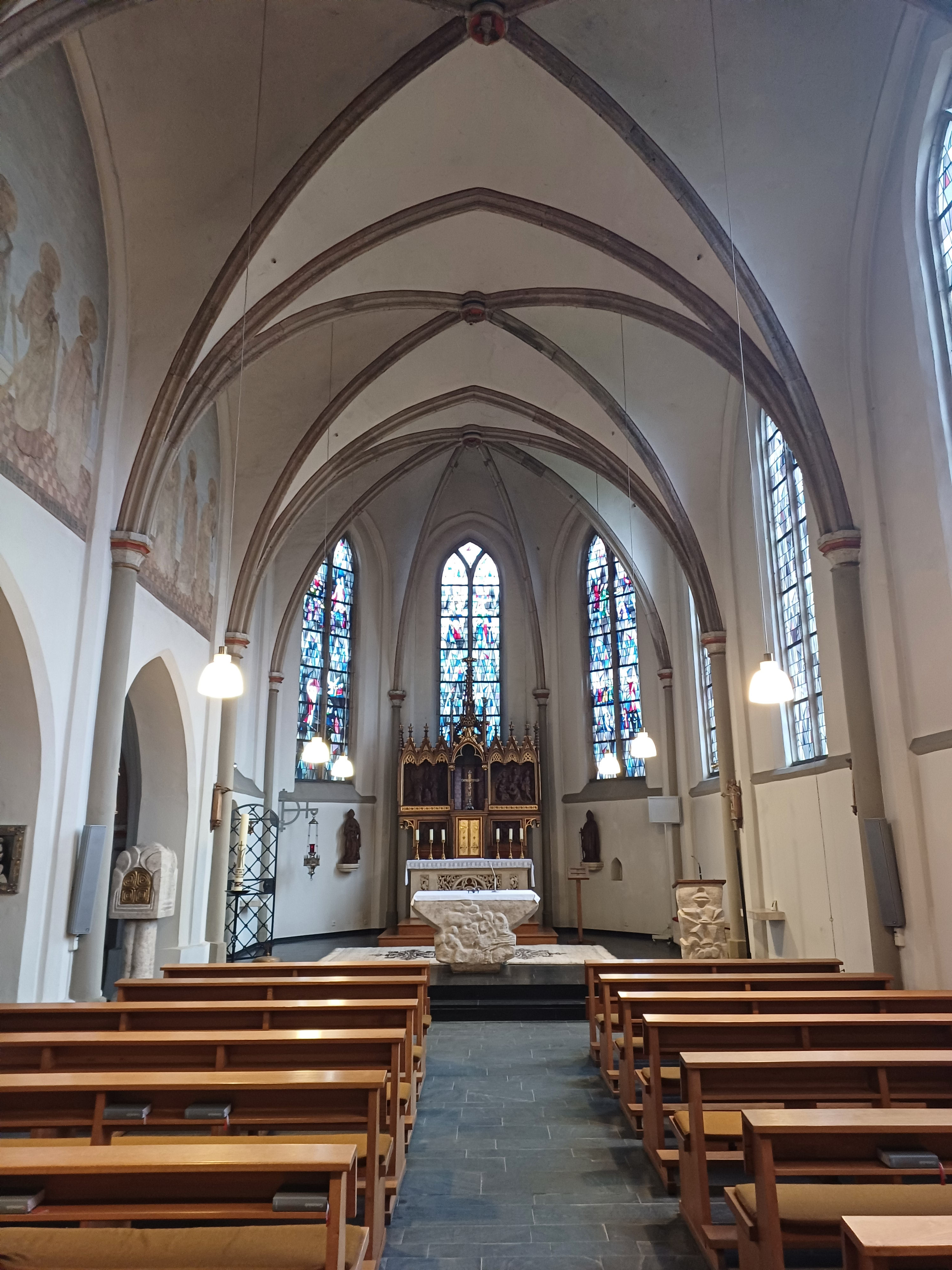
Innenraum der Kirche

Der zierliche, zweischiffige, kreuzrippengewölbte Backsteinbau wurde am Anfang des 15. Jahrhunderts mit polygonalen Chorschlüssen errichtet. Der mächtige Westturm ist weithin in der Rheinniederung sichtbar. Das in einem Zug zusammen mit dem Mittelschiff erbaute nördliche Seitenschiff, ist nur halb so hoch und deutlich schmäler. Nach Kriegsbeschädigungen im Zweiten Weltkrieg, wurde die Kirche bis 1950 sowie im Jahr 1994 wieder instand gesetzt. Von den Wandgemälden von der ersten Hälfte des 15. Jahrhunderts, auf der Wand des Hauptschiffes und oberhalb der Arkaden, sind überwiegend nur noch Reste der Vorzeichnungen erhalten, sie wurden teilweise ergänzt.

## Ausstattung
- An der Südwand der Turmhalle befindet sich ein spätgotisches Gemälde des Hl. Christophorus.
- Von dem Taufstein des 15. Jahrhunderts ist nur das sechsseitige Becken erhalten.
- Bei den beiden spätgotischen, niederrheinischen Holzskulpturen wurde die Fassung entfernt, danach wurden die Figuren dunkel gebeizt. Die Hl. Katharina aus der Zeit um 1470 bis 1480 ist Arnt Beeldesnider zugeschrieben, die Figur eines heiligen Bischofs wurde um 1480 geschnitzt.
- An der Außenseite der Kirche befindet sich eine Ecce-Homo-Statue aus Sandstein des Münsteraner Bildhauers August Schmiemann von 1882.[2]

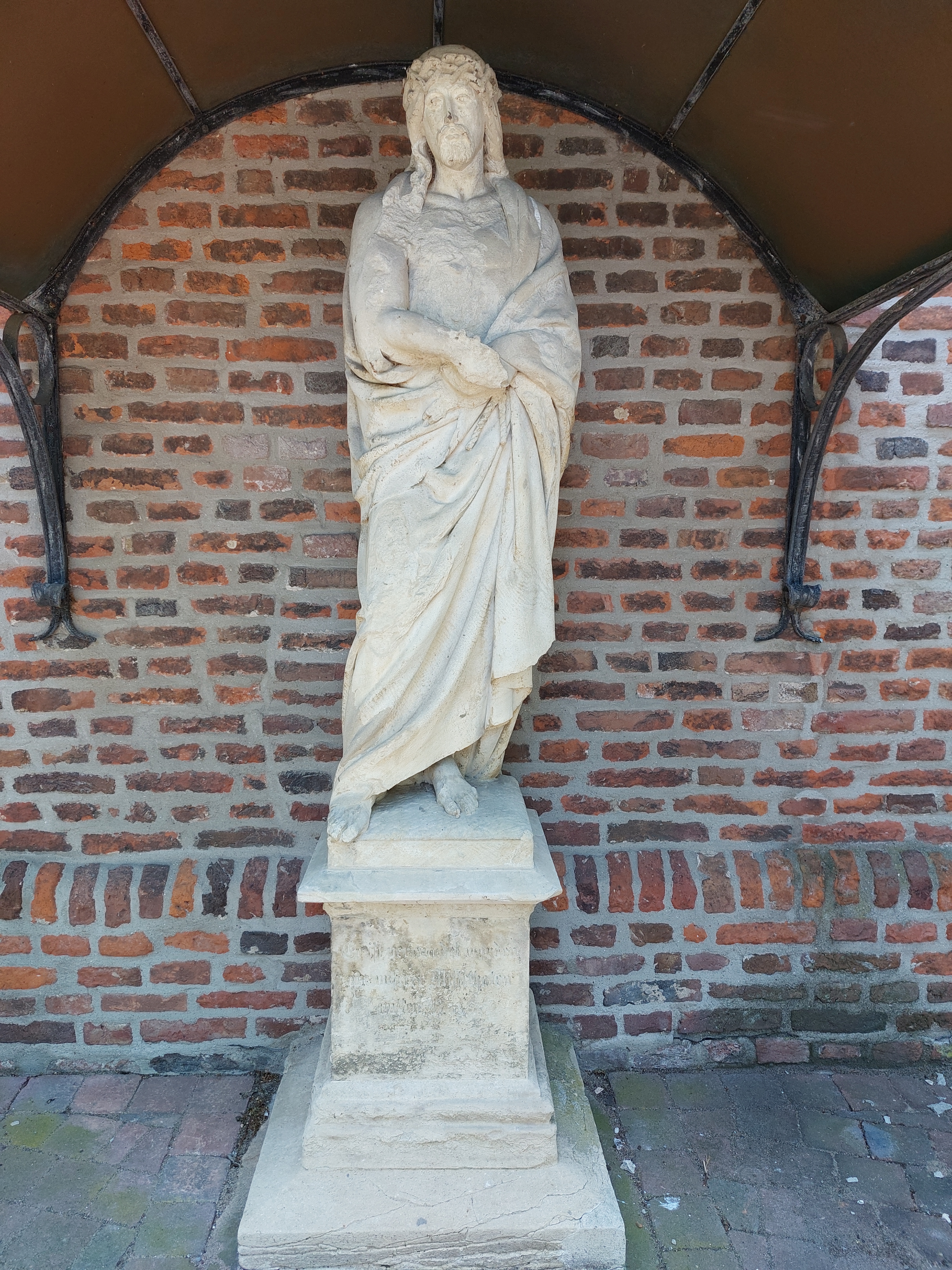
Ecce-Homo-Statue des Bildhauers August Schmiemann (1882)